# Antillostenochrus subcerdoso
Espèce
Synonymes
- Schizomus subcerdoso Armas & Abud Antún, 1990

Antillostenochrus subcerdoso est une espèce de schizomides de la famille des Hubbardiidae.

## Distribution
Cette espèce est endémique de République dominicaine. Elle se rencontre vers Baní.

## Publication originale
- Armas & Abud Antún, 1990 : El orden Schizomida (Arachnida) en República Dominicana. Poeyana, no 393, p. 1-23.